# Adelsuniform

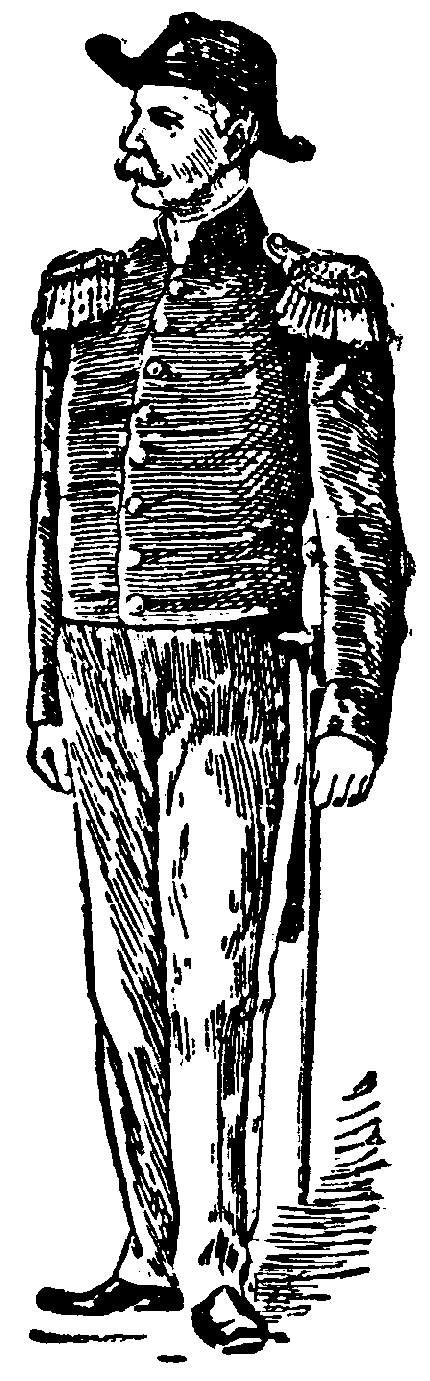
Svensk adelsuniform.

Adelsuniform fastställdes för Sveriges ridderskap och adel den 19 juli 1805 av Gustav IV Adolf. Den utgjordes av lång rock av mörkblått kläde och i hörnen uppfästa rockskört, epåletter av guldgalon med bouilloner och fransar, vit väst, rock och väst lika som landshövdingeuniformen: mörkblå byxor; stövlar och sporrar; när skor och strumpor användes, vita byxor; trekantig svart hatt med guldträns och tofsar i hörnen; gula knappar med länets vapen.
Uniformen brukades i liknande utformning under 1800-talet, dock med de förändringar som följde av herrmodets växlingar. De som skiljde adelsuniformen från landshövdingeuniformen var adelsuniformens epåletter och att landshövdingeuniformen hade två knapprader mot adelsuniformens enda, och att adelsuniformen saknade revärer. Ursprungligen var rocken jackettformig skärning, men övergick snart till att bli mera rakt skuren i formen och frackformad.   När långbyxorna kom i bruk bars sådana med breda guldrevärer, och när den öppna fracken blev modern bars uniformen ofta öppen med vit väst och halsduk samt med knappar med tre kronor i stället för landskapsknapparna som kom ur modet vid mitten av 1800-talet. Praxis utvecklades att de som varit militärer bar en gul hattrosett i den trekantiga hatten medan ickemilitärer bar en blå och gul.
Civiluniformsvärja av gängse typ bars vanligtvis och tidigare alltid den med korsformigt fäste. Under första delen av 1800-talet brukades uniformen till och med som vardagsdräkt. Adelsmän som varit officerare hade rätt att bära militära vapen till uniformen. Under 1900-talet gick adelsuniformen i stort sett ur bruk, men har använts vid enstaka högtidliga tillfällen och då vanligen med rocken knäppt.